# Mannlicher M1895
El Mannlicher M1895 (en alemán: Infanterie Repetier-Gewehr M.95, en húngaro: Gyalogsági Ismétlő Puska M95; traducido como «Fusil de repetición de infantería M.95»), conocido también como el M95 (Modelo 95), es un fusil de cerrojo diseñado por Ferdinand Ritter von Mannlicher, que empleaba una versión refinada de su revolucionario cerrojo lineal, muy parecido a la carabina Mannlicher M1890. Fue apodado "Ruck-Zuck" ("ahora mismo" o "muy rápido") por los soldados austrohúngaros.  
Originalmente fueron fabricados para disparar el cartucho con bala de punta redonda 8 x 50 R Mannlicher, pero casi todos fueron modificados para disparar el cartucho con bala spitzer 8 x 56 R más potente en la década de 1930.

## Historia
Inicialmente fue adoptado y empleado por el Ejército austrohúngaro durante la Primera Guerra Mundial, siendo conservado y empleado en el periodo de entreguerras por los ejércitos de Austria y Hungría. El principal usuario extranjero fue Bulgaria, que desde 1903, compró grandes cantidades de este fusil y lo empleó en ambas guerras mundiales. Algunos de estos fusiles también fueron empleados en la Segunda Guerra Mundial, especialmente por unidades de segunda línea, reservistas y partisanos en Rumania, Yugoslavia, Italia y en menor medida en Alemania. En la posguerra muchos fueron vendidos como material sobrante barato, algunos llegando a manos de guerrilleros africanos en la década de 1970 y otros exportados a Estados Unidos como armas deportivas o de colección.

## Descripción

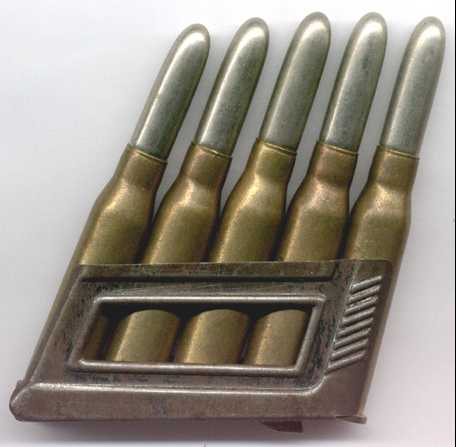
Peine en bloque con cinco cartuchos 8 x 50 R Mannlicher, con balas de punta redonda.

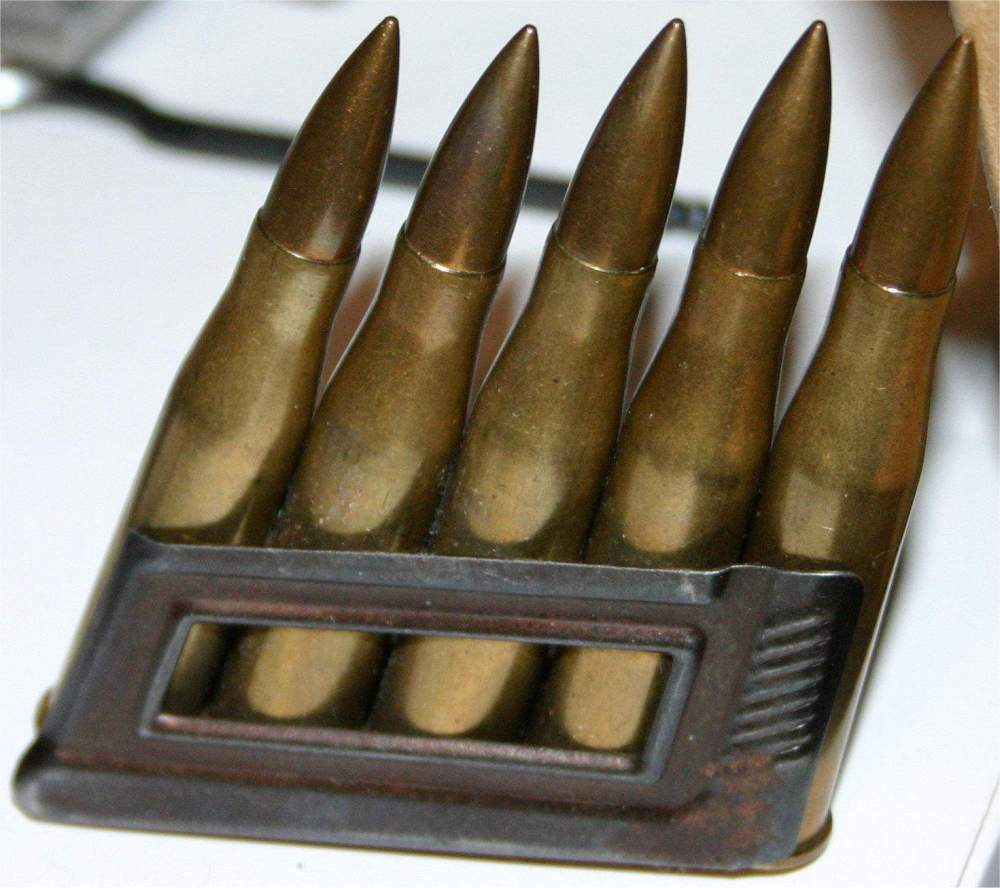
Peine en bloque con cinco cartuchos 8 x 56 R, con balas Spitzer.

El Mannlicher M1895 es inusual por emplear un cerrojo lineal, en lugar del más usual cerrojo rotativo de otros fusiles. Es conocido por combinar una alta cadencia de disparo (unos 35 disparos/minuto) con fiabilidad y resistencia, aunque necesita un buen mantenimiento y tener cuidado con su extractor, que es vulnerable a romperse cuando no extrae el casquillo. El fusil era suministrado con un cuchillo-bayoneta que tenía una hoja de 25,4 cm (10 pulgadas), cuya particularidad era quedar con el filo hacia arriba cuando se montaba en el fusil.
El Mannlicher M1895 originalmente utilizaba el cartucho 8 mm M.1893 Scharfe Patrone (8 x 50 R Mannlicher). En el período de entreguerras, tanto Austria como Hungría modificaron la mayoría de sus fusiles para disparar el cartucho más potente 8 x 56 R. Grecia y Yugoslavia recalibraron algunos de sus Mannlicher M1895 capturados para emplear el cartucho 7,92 x 57 Mauser, alimentado desde un peine simple en lugar del peine en bloque original. Esta conversión fue denominada M95/24 en Grecia y M95M en Yugoslavia. Con frecuencia el M95/24 es erróneamente atribuido a Bulgaria, pero el cartucho 7,92 x 57 Mauser nunca fue munición estándar del Ejército búlgaro. Estas conversiones son muy buscadas por coleccionistas debido a su relativa escasez y al empleo de un cartucho usualmente disponible, pero tienen un extractor frágil y no hay piezas de repuesto.
El cerrojo del Mannlicher M1895 también sirvió como modelo para el cerrojo del malogrado fusil canadiense Ross M1905, aunque el posterior M1910 empleaba un complejo roscado interrumpido en lugar de los dos tetones de acerrojado macizos.

## Variantes

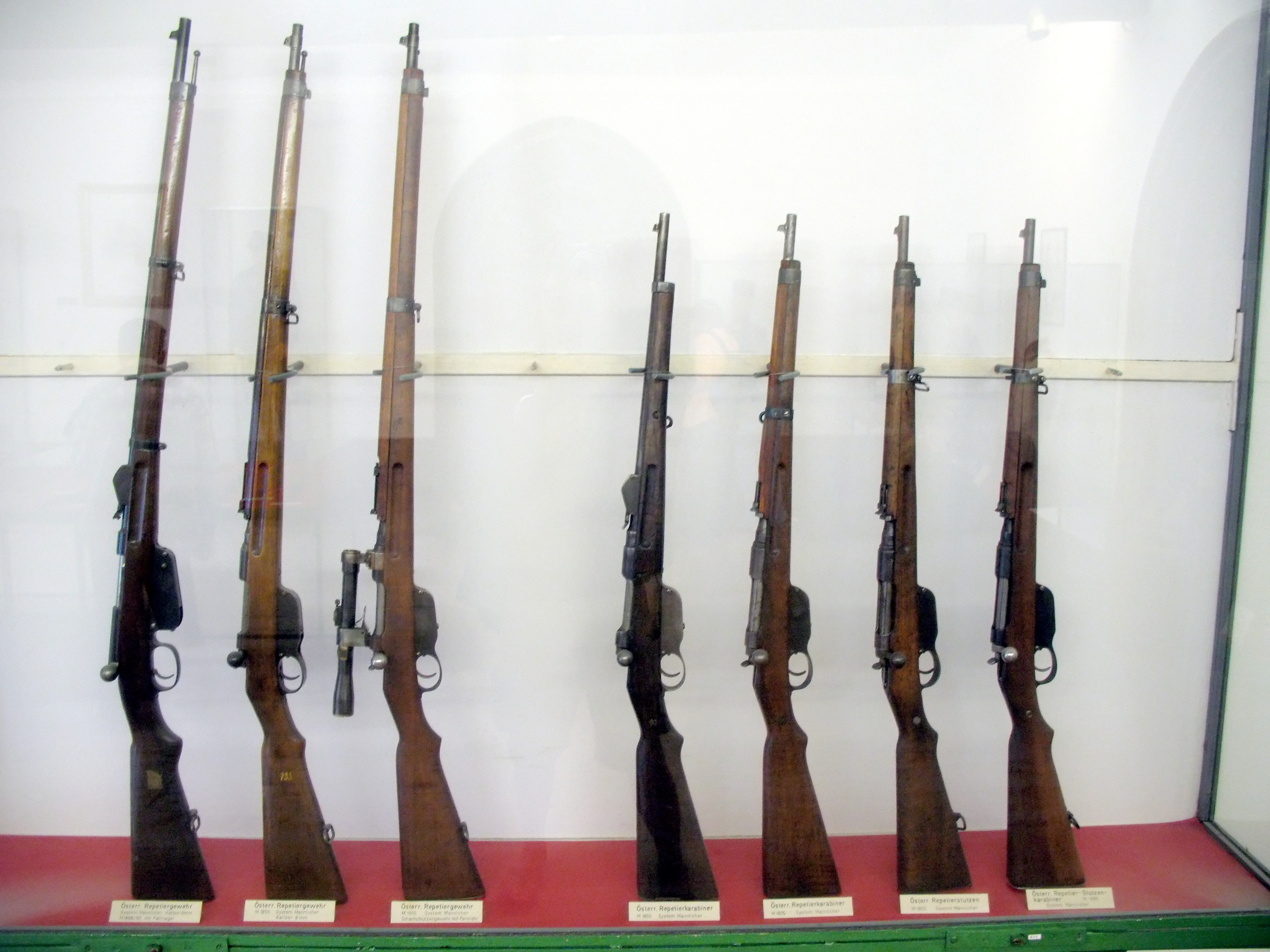
Varios fusiles y carabinas Mannlicher. El fusil del extremo izquierdo es un M1888 y la carabina del extremo izquierdo es una M1890. El resto son diversos modelos de 1895.

### Fusil de Infantería M1895
Esta era la variante básica. Empleaba el cartucho 8 x 50 R Mannlicher. Su alza estaba graduada desde 225 a 1.950 m (300 a 2.600 pasos). Fue empleado durante la Primera Guerra Mundial por la mayoría de soldados del Ejército austrohúngaro.

### Tercerola M1895
Esta tercerola fue principalmente empleada por tropas especiales (como los Sturmtruppen austrohúngaros). Empleaba el cartucho 8 x 50 R Mannlicher. Su alza estaba graduada desde 375 a 1.800 m (500 a 2.400 pasos). 
Peso: 3,09 kg

Longitud: 1.003 mm

Longitud del cañón: 500 mm

### Carabina de Caballería M1895
Empleaba el cartucho 8 x 50 R Mannlicher y fue utilizada por las unidades de Caballería del Ejército austrohúngaro como reemplazo de la carabina Mannlicher M1890. Su alza estaba graduada desde 375 a 1.800 m (500 a 2.400 pasos). No tenía riel para bayoneta, pero durante la Primera Guerra Mundial se le instaló una abrazadera frontal con riel de bayoneta parecida a la del fusil corto, después que las unidades de Caballería perdieron su eficacia.

### Fusil de francotirador

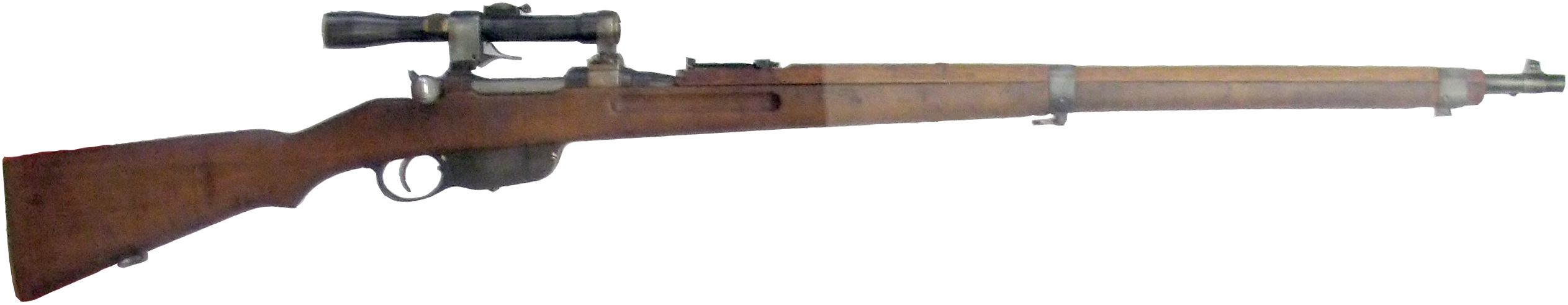
Un Mannlicher M1895 de francotirador.

La principal diferencia entre el fusil estándar y el fusil corto era el montaje de la mira telescópica. Esta era montada ligeramente a la izquierda, para que el fusil pudiese ser recargado con su peine en bloque. Entre 1915 y 1918 se fabricaron aproximadamente 6.000 fusiles de francotirador con cañones largos y cortos.

### Conversiones
El M95/30 fue una conversión hecha por la Primera República de Austria. Los fusiles fueron modificados por la Österreichische Waffenfabriksgesellschaft de Steyr para poder emplear el cartucho 8 x 56 R. Uno de los cambios fue la conversión de las alzas de la vieja unidad de pasos a metros (300-2.000 m). Estos fusiles llevan estampada la letra S sobre el cañón.

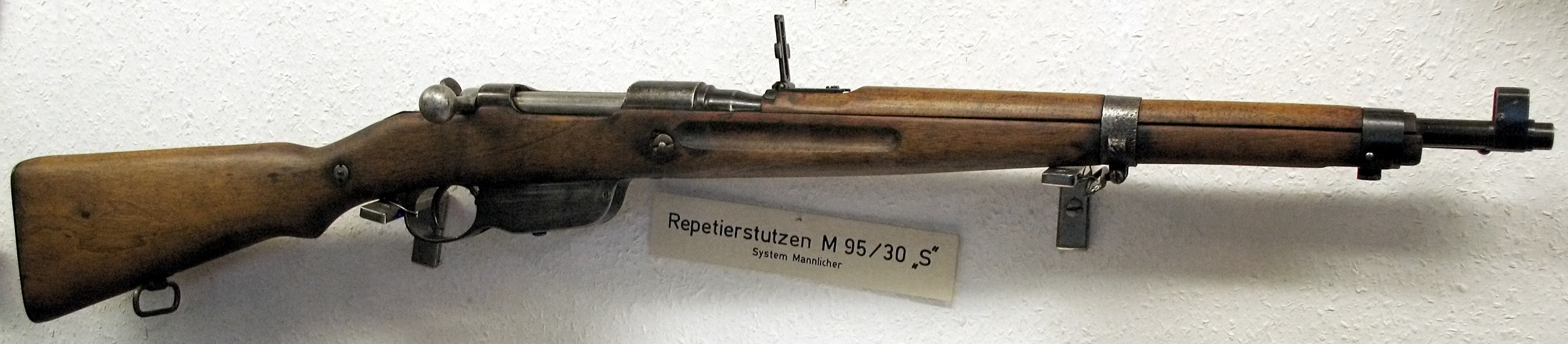
Un Mannlicher M95/30.

El 31M o M95/31 fue una conversión hecha por el Reino de Hungría para poder emplear el cartucho 8 x 56 R. Estos fusiles llevan estampada la letra H sobre la recámara.
El M95/24 y el M95M fueron conversiones hechas por el Reino de Yugoslavia para poder emplear el cartucho 7,92 x 57 Mauser.

## Bayonetas

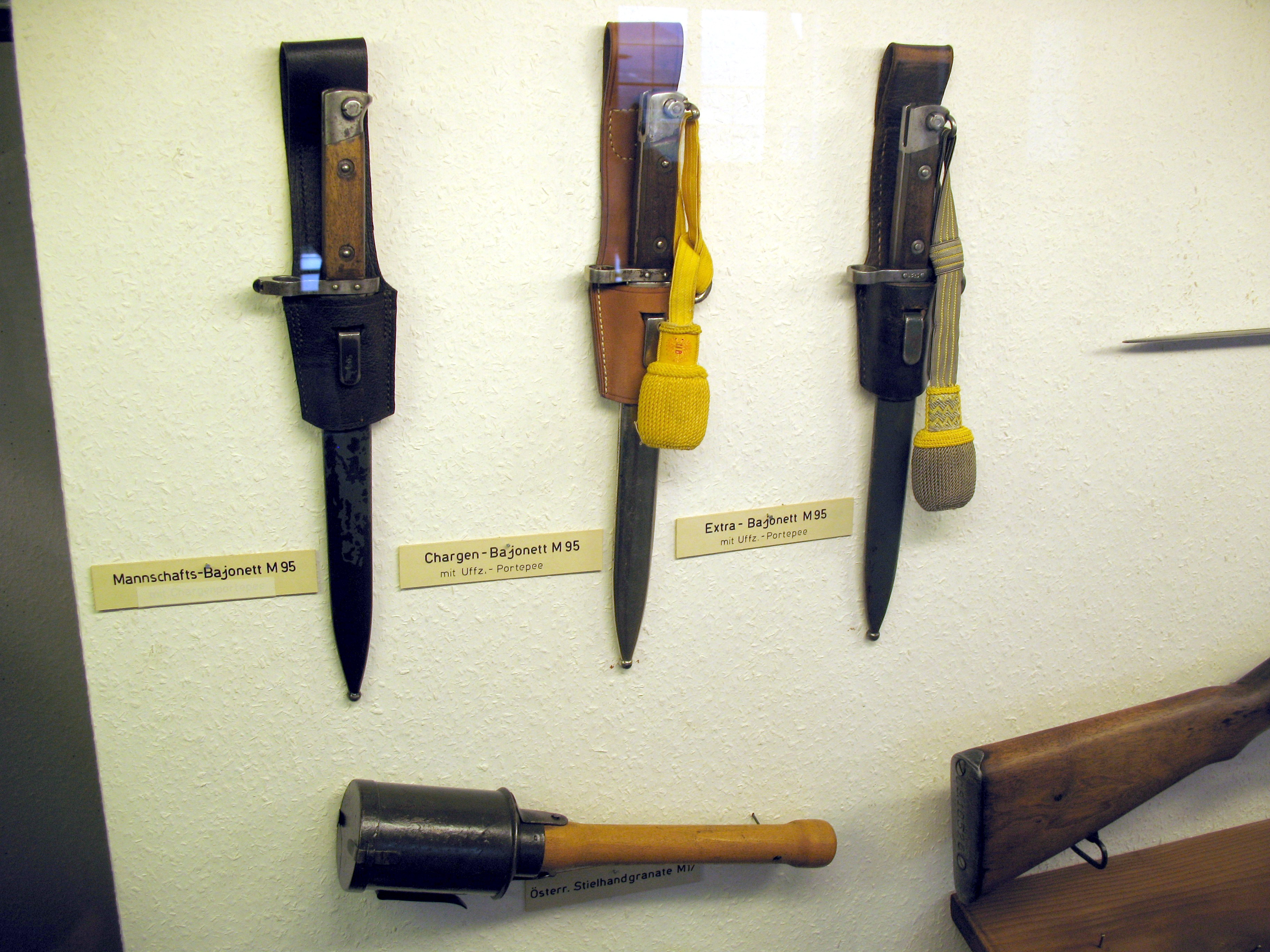
La bayoneta de la izquierda es el modelo estándar, las dos de la derecha tienen nudos de suboficial.

### Bayoneta estándar
La mayoría fueron fabricadas por Œ.W.G. y F.G.GY., algunas llevando el marcaje 'BMF' (Berndorfer Maschinenfabrik), otras marcadas con dos martillos y dos espadas cruzadas de Ludwig Zeitler, Viena y las marcadas como 'Ernst Busch Solingen' fueron fabricadas en Alemania. Su longitud promedio era de 360 mm y su hoja tenía una longitud de 248 mm. Inicialmente, las bayonetas no llevaban números de serie.     

### Bayoneta Ersatz
A finales de la Primera Guerra Mundial escaseaban las materias primas, por lo cual empezaron a fabricar bayonetas "sustitutas". Eran hechas de una sola pieza de metal, baratas y se producían rápido.

## Accesorios

### Mecanismos de puntería nocturnos

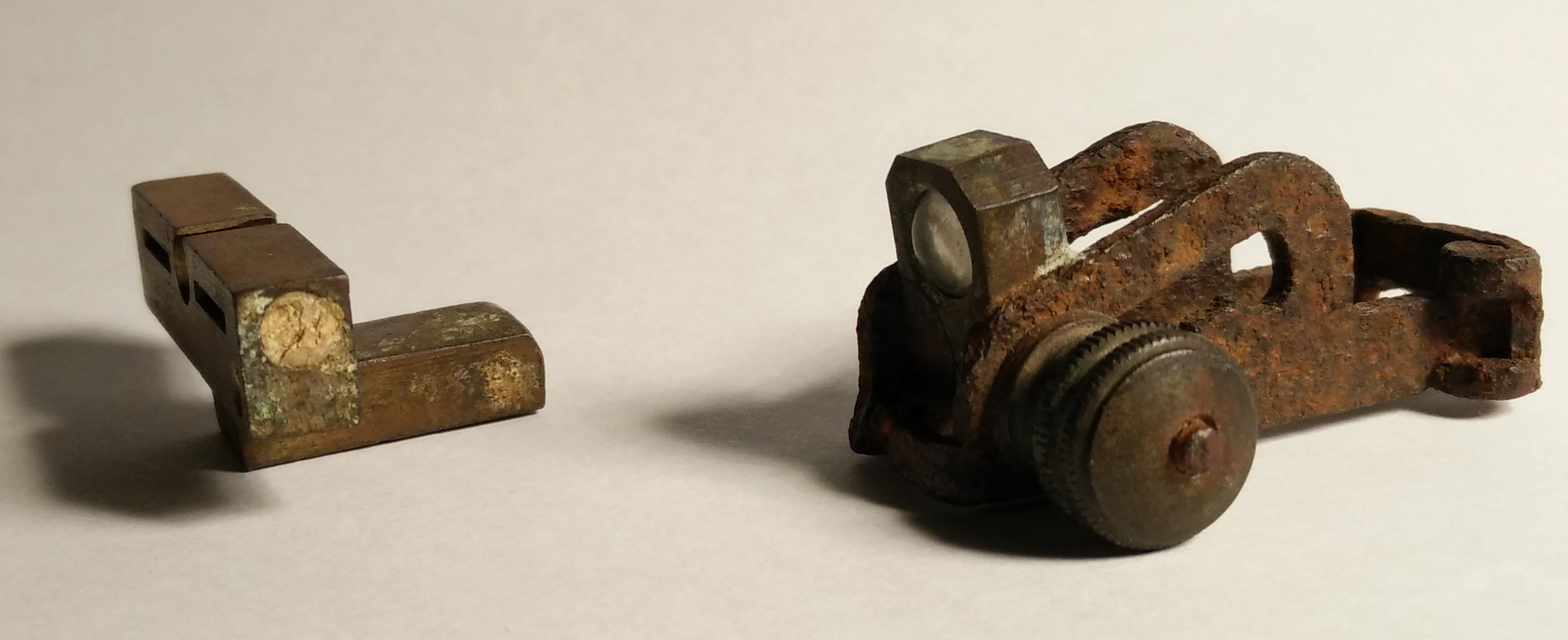
Un alza y un punto de mira luminosos M.1916.

Durante la Primera Guerra Mundial se suministraron algunas alzas y puntos de mira nocturnos M.1916. El alza nocturna es una pequeña placa de latón que se situaba debajo del alza diurna. El punto de mira nocturno se fijaba alrededor de la base del punto de mira del fusil.

### Destructor de alambre
Durante la Primera Guerra Mundial, a veces era suministrado con el fusil un Drahtzerstörer o aparato "destructor de alambre". Durante los asaltos, cuando los soldados se topaban con una alambrada de púas, el "destructor de alambre" agarraría uno de los alambres y el soldado dispararía a través de éste. Solamente podía emplearse con la bayoneta montada. Existieron muchos otros destructores de alambre improvisados, algunos originalmente diseñados para el fusil Mosin-Nagant y capturados en el Frente del Este fueron fácilmente modificados para emplearse con el Mannlicher M1895. Además algunos fueron creados por herreros militares.

## Galería

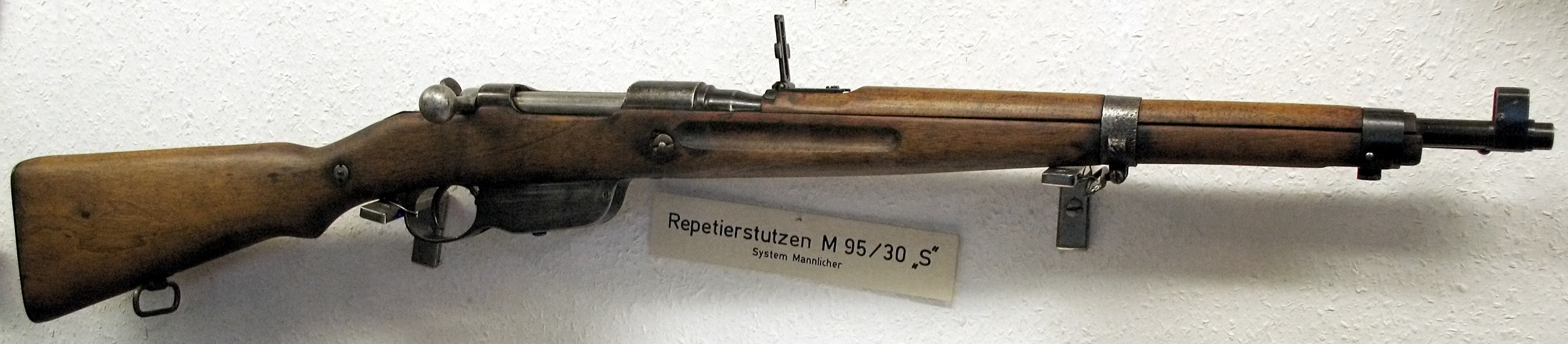
Repetierstutzen M95/30.
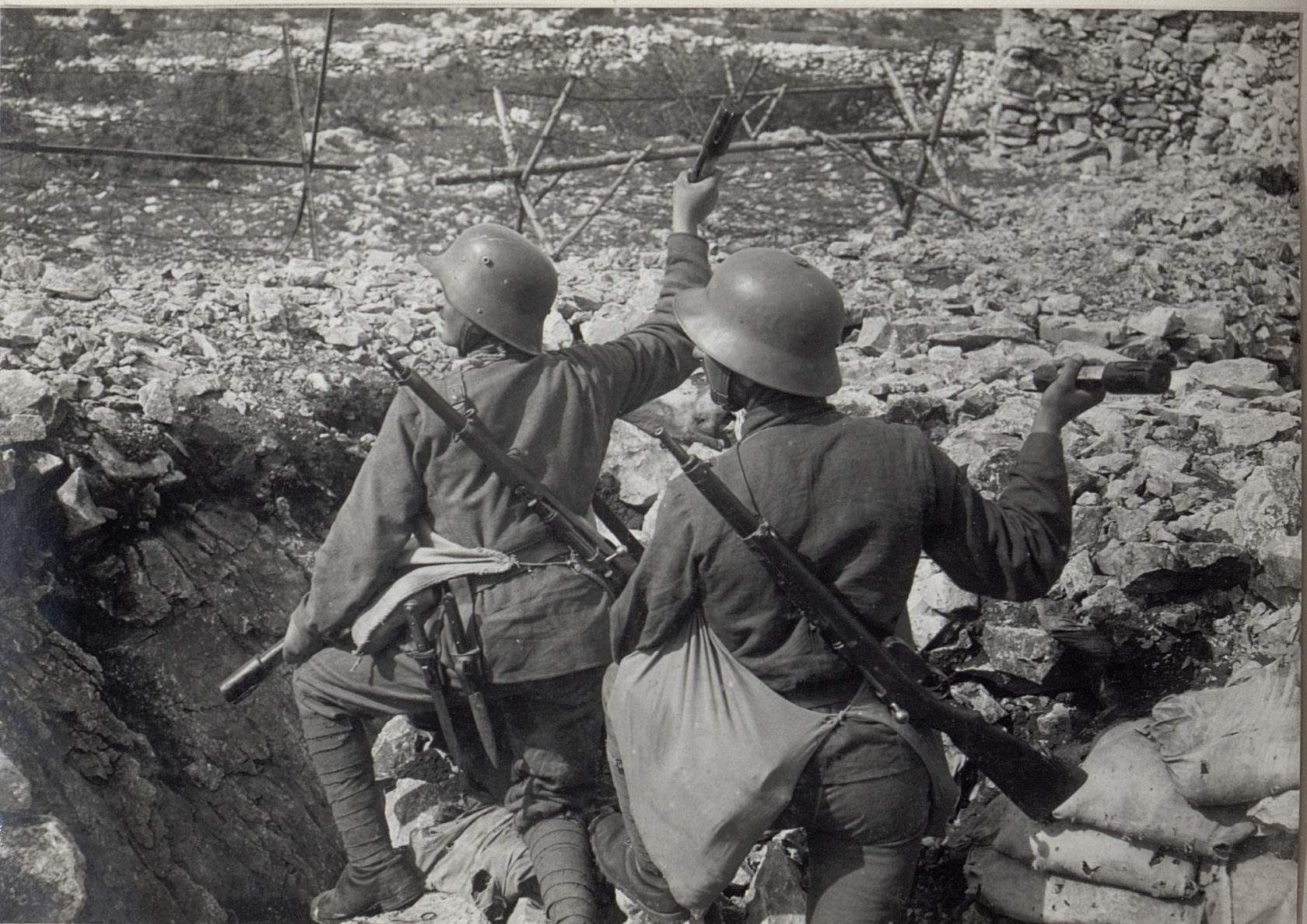
Soldados austrohúngaros con carabinas Mannlicher M1895 en la Primera Guerra Mundial.
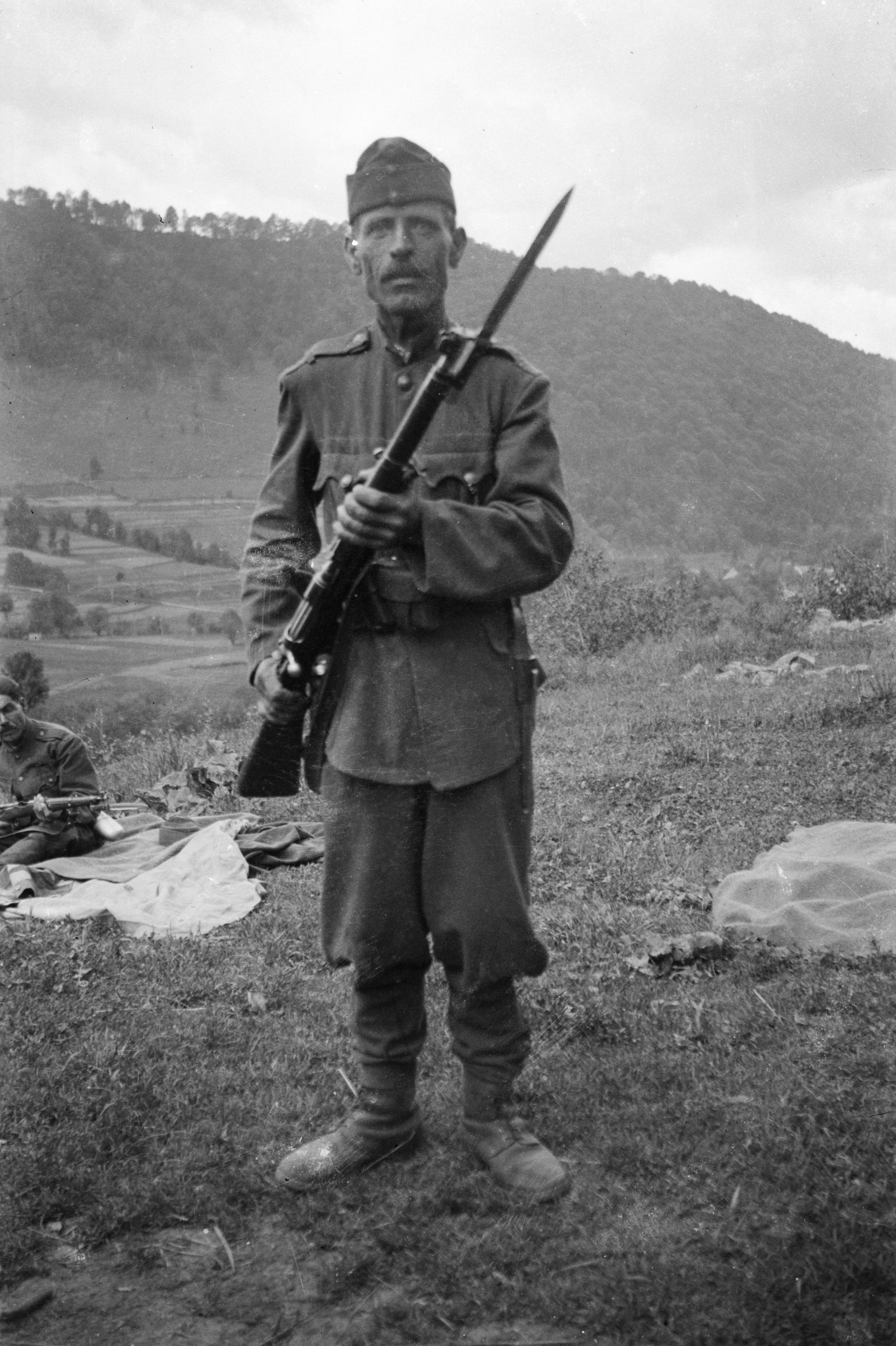
Soldado húngaro armado con un Mannlicher M1895 en la Segunda Guerra Mundial.
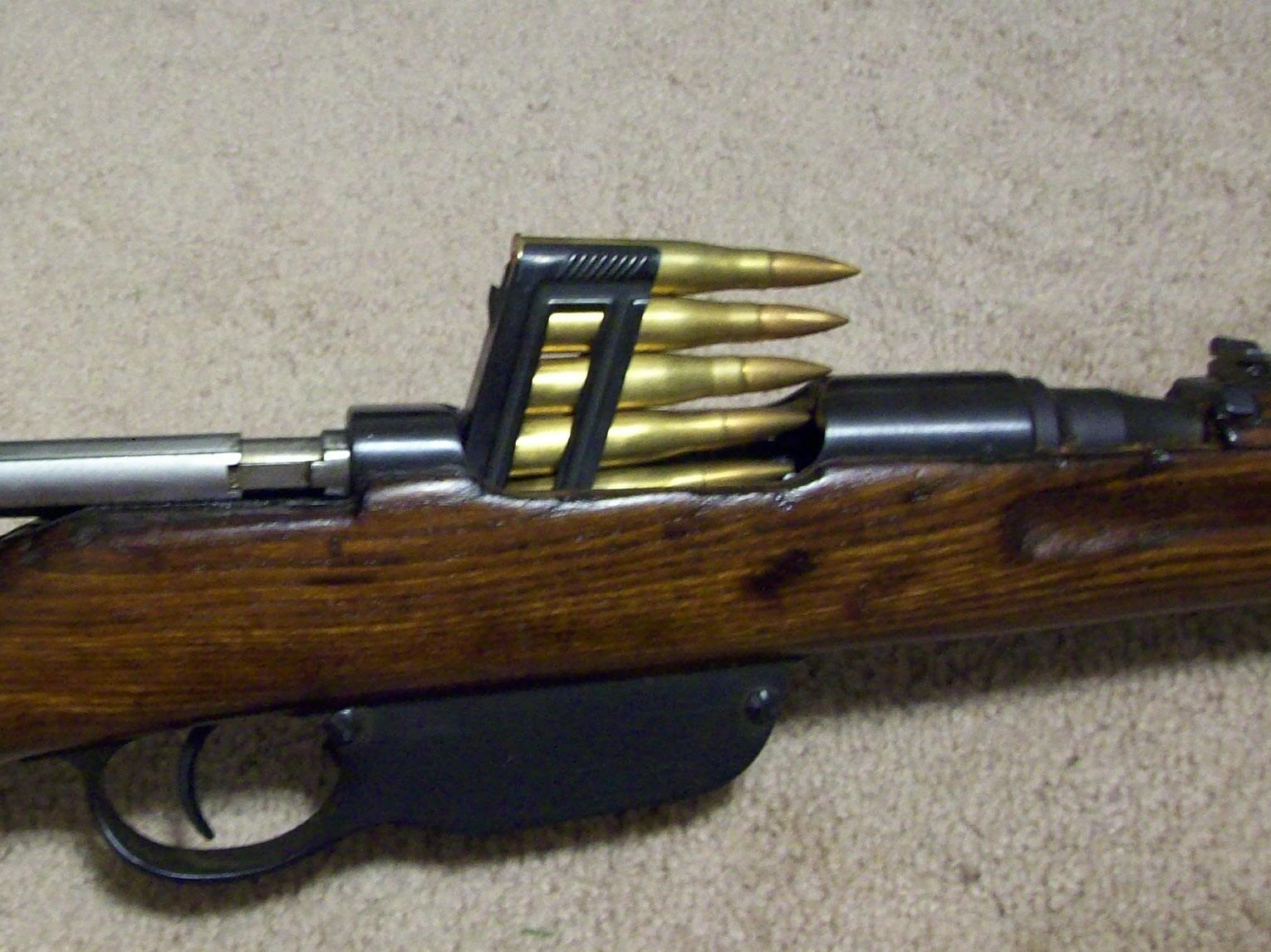
Cargando un peine en bloque de 5 cartuchos 8 x 56 R en un fusil M95.

## Usuarios
- Imperio austrohúngaro: En servicio desde 1895 hasta su disolución en 1918. Siendo el fusil estándar del Ejército austrohúngaro, fue ampliamente utilizado en la Primera Guerra Mundial.
- Albania: El Comité Revolucionario Albanés ordenó aproximadamente 4.000 fusiles en 1911. Albania también recibió un lote de fusiles como reparación de guerra después de la Primera Guerra Mundial.[19]
- Alemania nazi: Fue empleado por la Policía alemana durante la Segunda Guerra Mundial.[20]
- Austria:En servicio desde octubre de 1918 hasta el Anschluss.
- Bulgaria: Desde 1898, Bulgaria empezó a importar fusiles Mannlicher M1895, inicialmente desde la Steyr-Mannlicher y después también de la FÉG. Se importaron aproximadamente 83.000 fusiles y 2.000 carabinas. Estas pueden identificarse por el escudo de armas búlgaro estampado sobre la recámara y el nombre del fabricante estampado en el lado izquierdo del cajón de mecanismos.[10] Fue empleado desde 1903.[21] Después de la Segunda Guerra Mundial, la República Popular de Bulgaria continuó empleando los Mannlicher M1895, incluso aquellos que habían sido capturados por la Unión Soviética.[4]
- Colombia: Usada en la  Guerra de los Mil Días [22]
- Checoslovaquia: Tenía unos 3.000 fusiles Mannlicher de diversos modelos. El M95 era el más común.[23]
  -  Partido Alemán de los Sudetes
- China: La unidad de élite Cuerpo de Wuwei fue equipada con un gran número de fusiles Mannlicher.[24]
- España: Durante la guerra civil española, la NKVD suministró a las fuerzas comunistas Republicanas 20 000 fusiles y carabinas  Mannlicher Wz. 95 que había comprado al Ministerio de Defensa polaco. El embarque de fusiles no llegó a manos Republicanas, al haber sido capturado por los Nacionalistas de Franco. La mayoría de armas de la guerra civil española llegaron al mercado estadounidense de armamento militar sobrante entre los años 1959-1962. Estos fusiles pueden tener marcajes adicionales de la guerra civil española y diversos grafitis.[25]
- Etiopía: compró fusiles Mannlicher durante el período de entreguerras.[26] Algunas carabinas italianas capturadas fueron empleadas hasta 1946.[4]
- Finlandia: Finlandia obtuvo aproximadamente 2.300 fusiles que empleaban el cartucho 8 x 50 R Mannlicher. Llevan el marcaje SA y son muy cotizados entre los coleccionistas de armas.[27]
- Grecia: Grecia tenía un lote de fusiles M95/24 recalibrados para emplear el cartucho 7,92 x 57 Mauser, por lo que después de la ocupación del Eje en abril de 1941 pasaron a manos del Heer bajo la designación Gewehr 306(g).[28]
- Hungría
- Imperio otomano
- Imperio ruso: Durante la Primera Guerra Mundial, los fusiles capturados eran ampliamente utilizados en el Ejército Imperial Ruso debido a la escasez de fusiles Mosin-Nagant y sus respectivos cartuchos.[29] Los fusiles capturados por los rusos pueden tener estampada la letra cirílica П (P). Los intentos rusos por transformar el fusil de cerrojo Mosin-Nagant en uno semiautomático fracasaron, así que decidieron modificar el fusil de cerrojo lineal Mannlicher M1895, pero llegaron a la conclusión que el desarrollo de fusiles semiautomáticos necesita un acercamiento distinto por parte de los inventores.[30]
- Italia: Los capturó en el Frente Italiano y también los recibió como reparaciones de guerra.[31] Los fusiles M1895 sin recalibrar fueron empleados por las tropas coloniales en el África Oriental Italiana, llevando el marcaje AOI (Africa Orientale Italiana). Los fusiles capturados por los británicos fueron enviados a la India como armas de entrenamiento.[32]
- Polonia:[33] Fue suministrado a la Policía en la década de 1920.[34]
- Portugal
- Rumania: Fue suministrado a tropas de segunda línea.[35]
- Serbia: Los recibió como reparaciones de guerra en su calibre original, de los cuales unos 122.000 fueron recalibrados para emplear el cartucho 7,92 x 57 Mauser y redesignados como M95M.[13]
- Yugoslavia: Algunos fueron recalibrados para emplear el cartucho 7,92 x 57 Mauser, como los fusiles M95M y M95/24.[36]
- Turquía
- Yemen[37]